# Caryodaphnopsis cogolloi
Espèce
Statut de conservation UICN

 EN B1+2c : En danger
Caryodaphnopsis cogolloi est une espèce de plantes à fleurs de la famille des Lauraceae endémique de Colombie.

## Publication originale
- Annals of the Missouri Botanical Garden 75(2): 407–409, f. 3. 1988.